# Dilophus sublacteatus
Dilophus sublacteatus är en tvåvingeart som beskrevs av Edwards 1932. Dilophus sublacteatus ingår i släktet Dilophus och familjen hårmyggor. Inga underarter finns listade i Catalogue of Life.